# Хекен (Хунсрик)
Хекен (њем. Hecken) општина је у њемачкој савезној држави Рајна-Палатинат. Једно је од 134 општинска средишта округа Рајн-Хунсрик. Према процјени из 2010. у општини је живјело 132 становника. Посједује регионалну шифру (AGS) 7140048.

## Географски и демографски подаци
Хекен се налази у савезној држави Рајна-Палатинат у округу Рајн-Хунсрик. Општина се налази на надморској висини од 420 m. Површина општине износи 3,9 km². У самом мјесту је, према процјени из 2010. године, живјело 132 становника. Просјечна густина становништва износи 34 становника/km².

## Међународна сарадња
| Мјесто | Држава    | Врста сарадње | Од    |
| ------ | --------- | ------------- | ----- |
|        | Француска | партнерство   | 1970. |
| Извор  |           |               |       |